# Potzneusiedl
Potzneusiedl (węg. Lajtafalu, burg.-chorw. Lajtica) – gmina w Austrii, w kraju związkowym Burgenland, w powiecie Neusiedl am See. 1 stycznia 2014 liczyła 541 mieszkańców.